# Xavier Naidoo
Xavier Kurt Naidoo (Mannheim, 2 de outubro de 1971) é um cantor e compositor alemão.É filho de pais sul-africanos, tendo o pai ascendência indiana e mãe ascendência irlandesa.  Além de sua carreira solo, ele é um membro fundador do grupo musical alemão Söhne Mannheims, co-promotor e professor na Academia Pop em Mannheim, e co-fundador do Beats Around The Bush.
As músicas de Naidoo falam do cristianismo e do Apocalipse, da caridade e da luta contra a xenofobia. Pelas suas letras, ele recebeu vários prêmios, como o Prêmio Fred Jay em 2003. Ele está envolvido em vários projetos, incluindo Brothers Keepers, Gegen Rechts Rock, 4 Your Soul, Rilke Project, Zeichen der Zeit, Fourtress e Söhne Mannheims. O primeiro álbum solo de Naidoo, Nicht Von Dieser Welt (1998), vendeu mais de um milhão de cópias. Também obteve grande sucesso com seus outros dois álbuns solo seguintes, Zwischenspiel / Alles Für Den Herrn (2002) e Telegramm Für X (2005). Em 9 Outubro 2009, Naidoo lançou seu quarto álbum a solo, Alles kann besser werden.

## Discografia

### Álbuns solo
- Seeing Is Believing (1993)
- Nicht Von Dieser Welt (1998)
- Live (1999)
- Zwischenspiel / Alles Für Den Herrn (2002)
- Wir Haben Alles Gute Vor Uns (2003)
- Telegramm Für X... (2005)
- Alles kann besser werden (2009)
- Alles kann besser werden live (2010)

### Com o Söhne Mannheims
- Zion (2000)
- Noiz (2004)
- Power of the Sound (Ao Vivo) (2005)
- Wettsingen in Schwetzingen – MTV Unplugged (2008)
- Söhne, Mond und Sterne (Compilações) (2007)
- Iz On(2009)

## Filmografia
- Tatort - Die kleine Zeugin (TV, 2000)
- Auf Herz und Nieren (2001)